# Steinkiste von Cnoc Sgadain
Die bronzezeitliche Steinkiste von Cnoc Sgadain in Acharole in Caithness in Schottland wurde 1904 von Robert Sutherland gefunden, der Kies aus einer Grube in der Nähe der beiden verbliebenen Menhire eines Steinkreises aushob, um die Straße am Acharole Hill auszubessern.
Er entdeckte eine Steinkiste, die Skelettreste eines jungen Mannes enthielt, der mit einem Glockenbecher begraben war. Der Schädel wurde als „sehr rund“ beschrieben und das Individuum hatte ein „breites Gesicht“, Eigenschaften, die unter den Becherleuten als üblich angesehen werden. Der Becher war in Abständen mit Zonen dekoriert, die vertikale, horizontale und diagonale Linien und kreuz und quer verlaufende und Zickzack-Muster bildeten. Der Becher zerbrach aufgrund unsachgemäßer Handhabung, wurde wieder zusammengesetzt und steht im National Museum of Scotland in Edinburgh. Das Skelettmaterial wurde von Francis Tress Barry, (1825–1907) analysiert und befindet sich in der Hunterian Museum and Art Gallery in Glasgow. Die Kiste und die Menhire sind durch das Wasserfarbengemälde Cairn at Acharole von John Nicolson (1891–1951), einem lokalen Künstler bekannt.
Südwestlich vom Acharole Hill, in Achavanich, wurde fast 85 Jahre später ein weiteres Bechergrab gefunden. Hier wurde eine junge Frau mit einem Becher, drei Feuersteinstücken und einem Rinderschulterknochen begraben. Ähnlich wie Acharole befand sich der Becher hinter dem Kopf, aber im Gegensatz dazu befand sich die hier begrabene Person – eine Frau – mit dem Kopf nach Westen und nach Südosten gerichtet auf ihrer rechten Seite. Auch dies ähnelt anderen Frauenbestattungen der Glockenbecherkultur. Ein Forschungsprojekt wurde ins Leben gerufen, um das Leben und den Tod dieses Individuums zu untersuchen, das als Achavanich Beaker Burial-Projekt bekannt ist.